# Норвегия на «Евровидении-1962»
Норвегия приняла участие на Евровидении 1962, проходившем в Люксембурге, Люксембург. Страну представила Ингер Якубсен с песней «Kom sol, kom regn», выступавшая под номером 10. В этом году страна заняла десятое место, получив 2 балла, как и Дания, и Швейцария. Комментатором конкурса от Норвегии в этом году стал Одд Грайт, а глашатаем — Кари Борг Маннсакер.

## Национальный отбор[4][5]
| Номер | Артист 1       | Артист 2       | Песня                    | Баллы | Место |
| ----- | -------------- | -------------- | ------------------------ | ----- | ----- |
| 1     | Anita Thallaug | Laila Dalseth  | «Mormors spilledåse»     | 30    | 5-е   |
| 2     | Jan Høiland    | Per Asplin     | «En gylden Buddha»       | 50    | 3-е   |
| 3     | Ингер Якубсен  | Anita Thallaug | «Våre skal dagene vaere» | 43    | 4-е   |
| 4     | Per Asplin     | Jan Høiland    | «Casablanca»             | 63    | 2-е   |
| 5     | Laila Dalseth  | Ингер Якубсен  | «Kom sol, kom regn»      | 65    | 1-е   |

Финал национального отбора состоялся 18 февраля 1962 года в телестудии NRK в Осло. Песня была исполнена дважды разными артистами, сначала с маленьким оркестром, затем — с большим. Песни оценивало жюри, состоящее из 10 человек. Победителем стала песня «Kom sol, kom regn», а в качестве исполнителя выбрана Ингер Якубсен, принимавшая участие в норвежском полуфинале в 1960 году.
Также отбор примечателен появлением реквизита, Laila Dalseth во время исполнения песни держала щенка.

## Страны, отдавшие баллы Норвегии
Каждый член жюри мог распределить 6 очков: 3 — лучшей песне, 2 — второй и 1 — третьей. Песня с наибольшим количеством очков получала 3 очка, со вторым результатом — 2 очка, с третьим — одно очко: это считалось окончательным голосом и объявлялось как часть «Голоса Европейского жюри».
| Отдали Норвегии… |
| 2 балла          |
| ---------------- |
| Франция          |

## Страны, получившие баллы от Норвегии
| 3 балла | Франция   |
| 2 балла | Монако    |
| 1 балл  | Финляндия |